# Alenkij tsvetotjek (film fra 1977)
|  | For den sovjetiske film fra 1952, se Alenkij tsvetotjek (film fra 1952) |
Alenkij tsvetotjek (russisk: Аленький цветочек, da.: Den skarlagensrøde blomst) er en sovjetisk eventyrfilm fra 1977 produceret af Gorkij Film og instrueret af Irina Povolotskaja. Filmen er baseret på et eventyr af samme navn skrevet af Sergej Aksakov.

## Handling
En købmand skal ud på en lang rejse og spørger sine tre døtre, hvad de vil have han skal bringe dem som gave. De to døtre ønsker sig dyrt tøj og smykker, men den tredje og yngste datter Aljona bad om en skarlagenfarvet blomst, den smukkeste i verden. Købmanden rejser af sted og i færd med at søge efter den smukke blomst ankommer han til en næsten øde ø, hvor han fandt den smukkeste blomst. Han plukkede blomsten, men blomstens ejer, skovtrolden. Da skovtrolden fik forklaret den rette sammenhæng fik han medlidenhed med købmanden og lod købmanden tage retur til sine døtre, men som straf måtte han komme tilbage herefter for herefter for evigt at været holdt fanget på øen. Købmanden tog til sine døtre, men da han skulle tilbage, traf for købmanden at være hans evige fange. Han ønskede at sige farvel til sine døtre, og da det var tid til at vende tilbage, tog Aljona trylleringen fra sin fader og drog selv til øen. Hun møder skovtrolden, der viser sig at være en fortryllet prins, som hun befrier fra forbandelsen. 

## Medvirkende i udvalg
- Marina Ilitjova som Aljona
- Lev Durov
- Alla Demidova som Auberin
- Aleksej Tjernov
- Aleksandr Abdulov